# Донгхой
Донгхой (на виетнамски: Đồng Hới) е град в Централен Виетнам край Южнокитайско море. Той е четвъртият по големина град във Виетнам. Има пристанище и аерогара, разположено на 6 километра северно от Донгхой, което е съседно с Куангбин, Виетнам.